# Gelis pauxillus
Gelis pauxillus là một loài tò vò trong họ Ichneumonidae.